# Alexis Creek Indian Reserve 21
Alexis Creek Indian Reserve 21 är ett reservat i Kanada.   Det ligger i provinsen British Columbia, i den sydvästra delen av landet, 3 600 km väster om huvudstaden Ottawa.
I omgivningarna runt Alexis Creek Indian Reserve 21 växer i huvudsak barrskog. Trakten runt Alexis Creek Indian Reserve 21 är nära nog obefolkad, med mindre än två invånare per kvadratkilometer.